# Ackermans & van Haaren
Ackermans & van Haaren ist ein belgisches Unternehmen mit Firmensitz in Antwerpen. Das Unternehmen ist im Aktienindex BEL20 gelistet.
Das Unternehmen ist als Holding in verschiedenen Sektoren tätig: unter anderem im Bereich Finanzen, Immobilien, Firmenbeteiligungen und Bausektor. Das Unternehmen wurde 1880 gegründet.
Das Unternehmen beteiligt sich unter anderem an der belgischen CFE, welches wiederum Eigentümer von DEME ist.

## Geschäftsbereiche & Beteiligungen
(Quelle: )

### Marine Engineering
DEME (62 %), CFE (62 %), Deep C Holding (81 %), Green Offshore (81 %)

### Private Banking
Delen Private Bank (79 %), Bank Van Breda (79 %)

### Immobilien
Nextensa (62 %)

### Energie & Rohstoffe
SIPEF (39 %), Verdant Bioscience (42 %), Sagar Cements (20 %)